# کوروتاکی، نارا
کوروتاکی، نارا (به لاتین: Kurotaki, Nara) یک منطقهٔ مسکونی در ژاپن است که در یوشینو واقع شده‌است. کوروتاکی ۱٬۱۱۴ نفر جمعیت دارد.